# Guaiacum coulteri
Guaiacum coulteri är en pockenholtsväxtart som beskrevs av Asa Gray. Guaiacum coulteri ingår i släktet Guaiacum och familjen pockenholtsväxter. Inga underarter finns listade i Catalogue of Life.